# Quincy Douby
Quincy Douby (Brooklyn, 16 maggio 1984) è un ex cestista statunitense con cittadinanza montenegrina, di origini haitiane.

## Carriera
Terminò gli studi presso la Rutgers University e si dichiarò eleggibile per il Draft NBA 2006: qui viene chiamato dai Sacramento Kings al primo giro con la 19ª scelta assoluta. Gioca con i Kings un totale di 136 partite senza mai partire titolare, prima di essere svincolato nel febbraio 2009. A marzo dello stesso anno passò agli Erie BayHawks, franchigia della lega di sviluppo D-League, ma dopo pochi giorni arriva la chiamata dei Toronto Raptors con cui scese in campo in 7 occasioni.
Con la canotta del Darüşşafaka, Douby si impone come top scorer del campionato turco 2009-10, grazie ai suoi 23,6 punti con 4,9 assist a partita.
Il 15 maggio 2010 venne annunciato che avrebbe cambiato nazionalità, facendosi naturalizzare montenegrino.
L'anno successivo è invece di scena nella lega cinese con l'ingaggio da parte dei Xinjiang Flying Tigers. Il 2 gennaio 2013, mentre giocava in Cina con gli Zhejiang Golden Bulls segnò 75 punti in una sola partita, stabilendo così il record di punti segnati in una partita del campionato cinese; nella stessa stagione segnò anche 44 punti nell'All Star Game del campionato cinese e 53 punti nelle finali del campionato (entrambi record), per una media complessiva di 31,6 punti a partita. A fine stagione ha giocato per un breve periodo nel Sagesse Beirut, squadra del campionato libanese. Dal novembre 2013 al dicembre dello stesso anno ha giocato nei Sioux Falls Skyforce, nella NBDL; dopo una parentesi nel campionato cinese, dal 28 febbraio 2014 è tornato al Darussafaka nella massima serie turca.